# 瓦西里夫卡 (別列茲涅古瓦捷市鎮)
47°15′26″N 32°50′13″E / 47.25722°N 32.83694°E
瓦西里夫卡（烏克蘭語：Василівка）是烏克蘭南部的村莊，由尼古拉耶夫州巴什坦卡區的貝雷茲內胡瓦泰市鎮負責管轄。該村始建於1767年，面積0.13平方公里，海拔高度14米，2001年人口16，人口密度每平方公里123.1人。